# Drust V
Drest fils de Munait était un roi des Pictes du VIe siècle.
D'après les Chroniques Pictes, il a régné durant un an entre Talorg mac Muircholaich et Galam Cennaleph soit vers 555-556.